# 伊藤さとり
伊藤 さとり（いとう さとり、1971年3月23日 - ）は、日本のライター、司会者。東京都大田区出身。
展示会のナレーターコンパニオンを経て、映画ライターとして活動するようになる。自らのことを映画パーソナリティと称している。映画イベントや日本映画プロフェッショナル大賞などの司会もしている。2021年～（株）TOKYO　ARTISTS　AGENCYと業務提携を結ぶ。

## これまでの仕事

### テレビ
- お願い!ランキングピリ辛シネマアカデミー（テレビ朝日）※ゲスト
- ミッドナイトアートシアター（フジテレビ）※ゲスト
- ワンダフル（TBS）※映画紹介コーナー
- 2時ピタッ!（TBS）※映画紹介コーナー
- ホラースキー（HORROR TV）※司会
- キネマ地球座（テレビ東京）※声＆司会
- トーキョーF（テレビ東京）※映画紹介コーナー
- あさナビ（テレビ朝日）※映画紹介コーナー[1]
- シネマ☆チョップ！（東映チャンネル）※「伊藤さとりのシネマの世界」担当◎
- めざましテレビ（フジテレビ）※映画パーソナリティー◎
- ZIP!（日本テレビ）※映画パーソナリティー◎
- 新・伊藤さとりと映画な仲間たち（チャンネル700）※YouTubeでも視聴可能[2]◎
- 映画が好きすぎて!（maidigitv) ※メインパーソナリティー◎
- ひるおび（TBSテレビ）※金曜日午前「エンタメfun」映画担当（不定期）◎
- 舘ひろし シネマラウンジ(BS10) ◎
- ◎は現在も放送中

### ラジオ
- Listen HEART!（TBSラジオ） ※「Listenシネマ」プレゼンター
- Straight Music! 〜音のメッセージ〜（山陽放送、静岡放送・ミニ番組）※パーソナリティー
- シネマJUMBO!（地方AMラジオ6局 2012年10月 - ）※パーソナリティー 10分～30分の時間で放送されている
- WONDERFUL WORLD（TOKYO FM）※ゲスト

### ライター
- 隔月刊誌『CINEMA SQUARE』「さとりの映画の裏のウラ」
- docomo&auサイト「ザ・スクリーン」～「さとりのガールズムービー」
- DECOLOG（ケータイ・ブログサービス）D-press「伊藤さとりの恋に効く映画」
- 返信〜TAMA.瞳の中の記憶（講談社）
- 2分で距離を縮める魔術〜人に好かれる秘密のテク（ワニブックス）
- デイリースポーツWEB連載「よろず～」月２回連載

### 審査員・その他
- 日刊スポーツ映画大賞 ※審査員
- 日本プロフェッショナル映画大賞 ※審査員
- 未完成映画予告編大賞 ※審査員
- TSUTAYA WAVE-C3 （店内放送・声）
- GyaO『ぴあchannel』 ※司会
- 伊藤さとりのシネマカフェ×スナックシネマ（otocotoxラジオアプリ「RadioTalk」）

### 出演
- ぴあ映画生活『伊藤さとりと映画な仲間たち』※聞き手
- 映画『大洗にも星はふるなり』（福田雄一監督・脚本／エキストラ出演・小道具のラジオから聞こえる声のみ）
- Netflix『彼女』（廣木隆一監督・車の中から聞こえるDJ役）